# Years & Years
Years & Years je britská electronická kapela založená v Londýně. Kapela se skládala z frontmana a klávesisty Olly Alexandera, basisty Mikey Goldsworthyho a hrající na syntezátor Emre Türkmena. V roce 2021 kapelu opustili Goldsworthy a Türkmen a stal se z ní Alexanderův sólový projekt. Hudba kapely se popisuje jako electropop, míchání R&B a house elementů 90 let. Jejich singl "King" se dostal na 1. místo UK Singles Chart a singl "Shine" na druhé místo.

## Kariéra

### První roky
Kapela byla založena roku 2010, poté co se Goldsworthy přestěhoval z Austrálie do Londýna a potkal na internetu Türkmena. Krátce nato byl Alexander přijat do kapely jako vokalista a to poté co ho Goldsworthy slyšel zpívat ve sprše. Původně měla pět členů (Olly Alexander, Mikey Goldsworthy, Emre Türkmen, Noel Leeman a Olivier Subria. Leeman opustil kapelu v roce 2013.

### 2012–současnost
V červenci 2012 vydali svůj debutový singl "I Wish I Knew". Roku 2013 podepsala tří členů kapela smlouvu s francouzskou společností Kitsuné Records a v září vydaly svůj druhý singl "Traps". Jejich třetí singl "Real" v únoru 2014. Roku 2014 skupina podepsala smlouvu s Polydor Records který vydal jejich čtvrtý singl "Take Shelter". V prosinci 2014 byl vydaná pátý singl "Desire", který zaujmul 22. místo UK Singles Chart.
V lednu 2015 vydali svůj šestý singl "King". V březnu 2015 zaujmul 1. místo UK Singles Chart. Dne 10. července 2015 vydali svoje debutové album Communion. V roce 2018 vydali druhé album Palo Santo.

## Členové
- Olly Alexander – vokalista a klávesista
- Mikey Goldsworthy – klávesista, basista, kytarista
- Emre Türkmen – klávestista a kytarista
- Dylan Bell – bubeník (živá vystoupení)

## Diskografie
- Communion (2015)
- Palo Santo (2018)
- Night Call (2022)

## Ceny a nominace
| Rok  | Organizace | Cena                            | Dílo           | Výsledek   |  |
| ---- | ---------- | ------------------------------- | -------------- | ---------- |  |
| 2014 | Popjustice | Popjustice £20 Music Prize 2014 | "Take Shelter" | Užší výběr |  |
| 2014 | BPI        | Critics Choice Award            | Years & Years  | Užší výběr |  |
| 2015 | mtvU       | Artist to Watch                 | Years & Years  | Výhra      |  |
| 2015 | BBC        | BBC Sound of 2015               | Years & Years  | Výhra      |  |
| 2015 | MTV        | MTV Brand New For 2015          | Years & Years  | Nominace   |  |